# Ofloxacin
Az ofloxacin  egy fluorokinolon antibiotikum.
A királis vegyület racém keveréke.
A biológiailag aktív   enantiomer a balra forgató   levofloxacin.
Gonorrhoea (kankó vagy tripper) és lépfene (anthrax) kezelésében használják.

## Külső hivatkozások
- Ofloxacin: an overview - A site with its chemical properties and alternate brand names.